# فيليبي كايسيدو

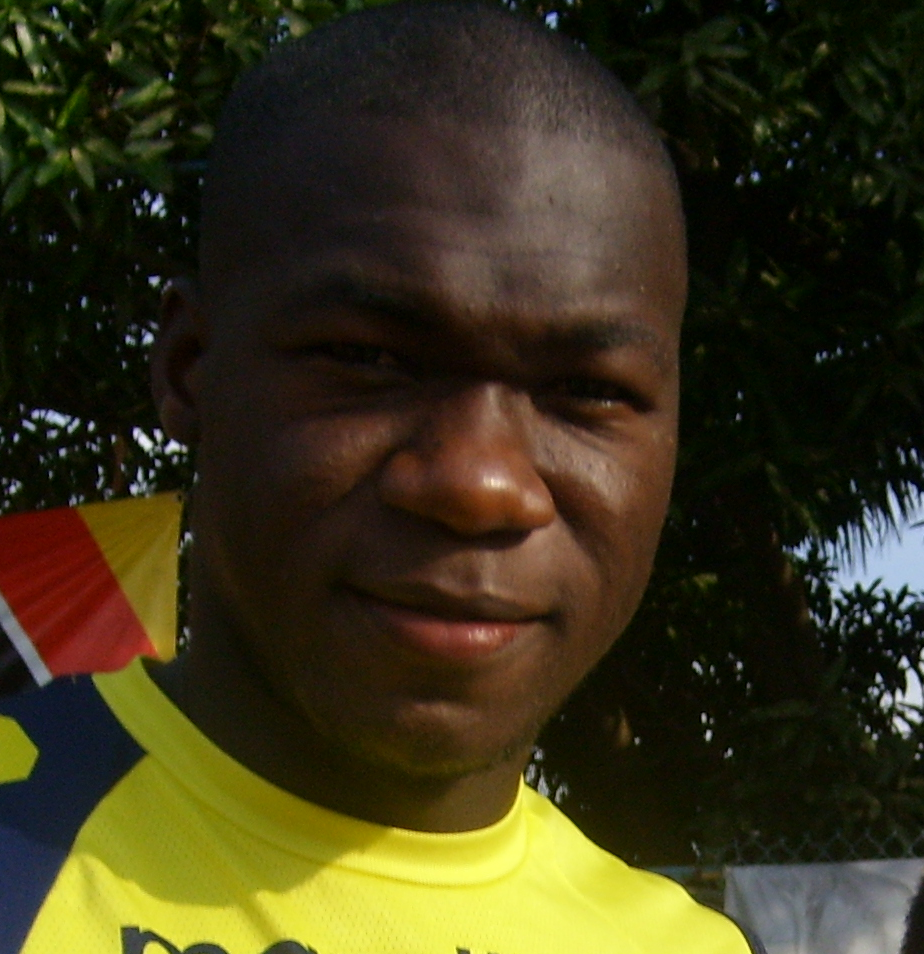
فيليبي كايسيدو

فيليبي سلفادور كايسيدو كوروزو (بالإسبانية: Felipe Caicedo)‏ (مواليد 5 سبتمبر 1988 في غواياكيل) لاعب كرة قدم إكوادوري دولي يجيد اللعب في خط الهجوم.

## روابط خارجية
- فيليبي كايسيدو على موقع الاتحاد الدولي (مؤرشف)  (الإنجليزية)
- فيليبي كايسيدو على موقع الاتحاد الأوربي (الإنجليزية)
- فيليبي كايسيدو على موقع إي إس بي إن إف سي (الإنجليزية)
- فيليبي كايسيدو على موقع قاعدة بيانات كرة القدم.إي يو (الإنجليزية)
- فيليبي كايسيدو على موقع ناشيونال فوتبول تيمز (الإنجليزية)
- فيليبي كايسيدو على موقع Soccerbase.com (لاعب) (الإنجليزية)
- فيليبي كايسيدو على موقع Soccerway.com (الإنجليزية)
- فيليبي كايسيدو على موقع عالم كرة القدم.نت (الإنجليزية)
- فيليبي كايسيدو على موقع كووورة
- فيليبي كايسيدو على موقع AS.com (الإسبانية)